# Somogyhárságy
Somogyhárságy ist eine ungarische Gemeinde im Kreis Szigetvár im Komitat Baranya. Zur Gemeinde gehören der nördlich gelegene Ortsteil Kishárságy und der südlich gelegene Antalfalu. Die ungarndeutsche Bezeichnung für den Ort war Harschad. Bis zur Vertreibung nach dem Zweiten Weltkrieg wurde der Ort mehrheitlich von Ungarndeutschen bewohnt.

## Geografische Lage
Somogyhárságy liegt 36 Kilometer nordwestlich des Komitatssitzes Pécs und 13 Kilometer nördlich der Kreisstadt Szigetvár. Nachbargemeinden sind Boldogasszonyfa, Szentlászló, Szulimán, Somogyviszló und Magyarlukafa.

## Geschichte
Somogyhárságy wurde 1346 erstmals urkundlich erwähnt. Im Jahr 1913 gab es in der damaligen Kleingemeinde 185 Häuser und 1219 Einwohner auf einer Fläche von 4507 Katastraljochen. Sie gehörte zu dieser Zeit zum Bezirk Szigetvár im Komitat Somogy.

## Sehenswürdigkeiten
- Antal-Kapoli-Denkmal
- Nepomuki-Szent-János-Statue aus dem Jahr 1794
- Römisch-katholische Kirche Szent Vendel, erbaut 1774
- Szent-Vendel-Statue aus dem Jahr 1906
- Szentháromság-Säule aus dem Jahr 1907

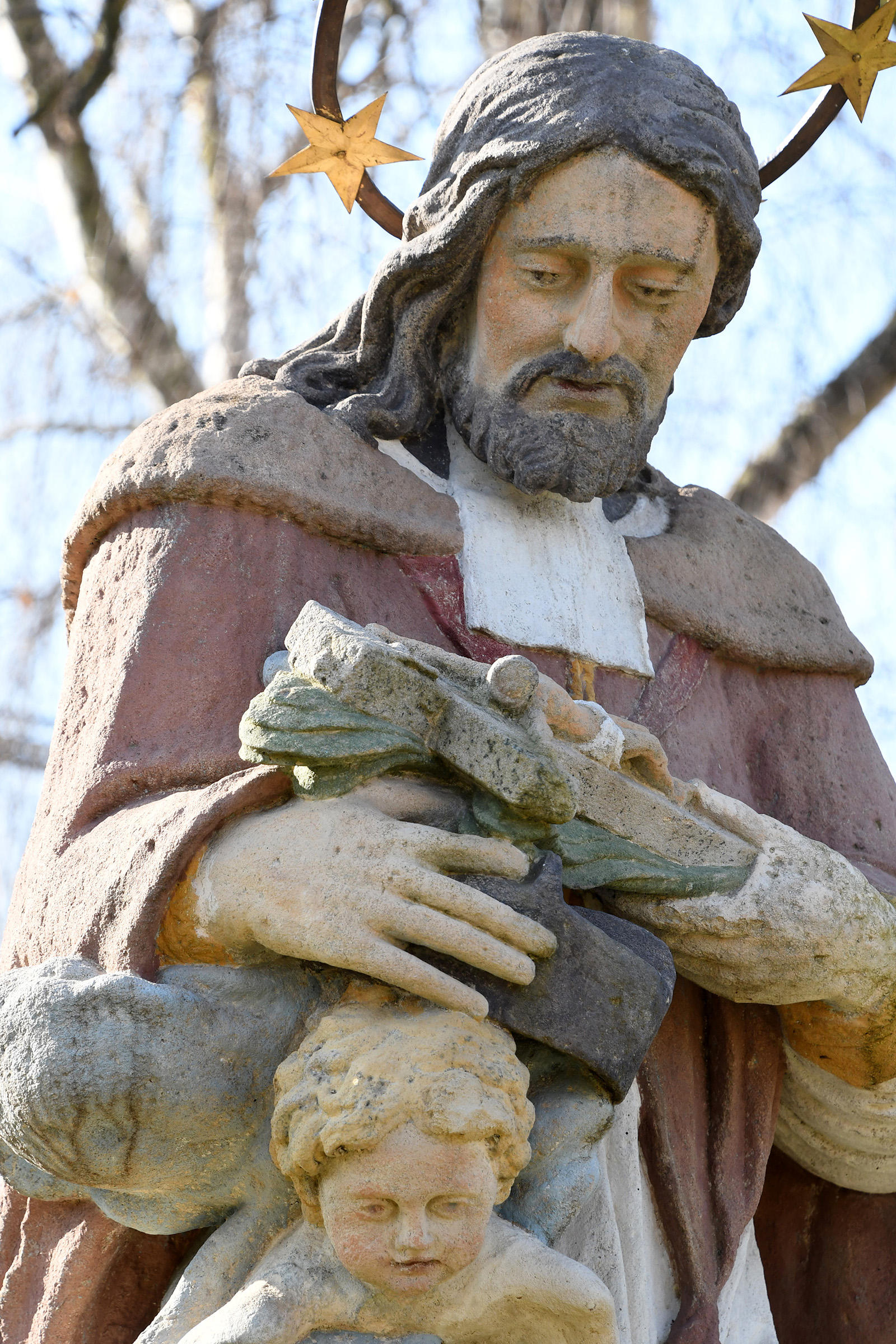
Nepomuki-Szent-János-Statue
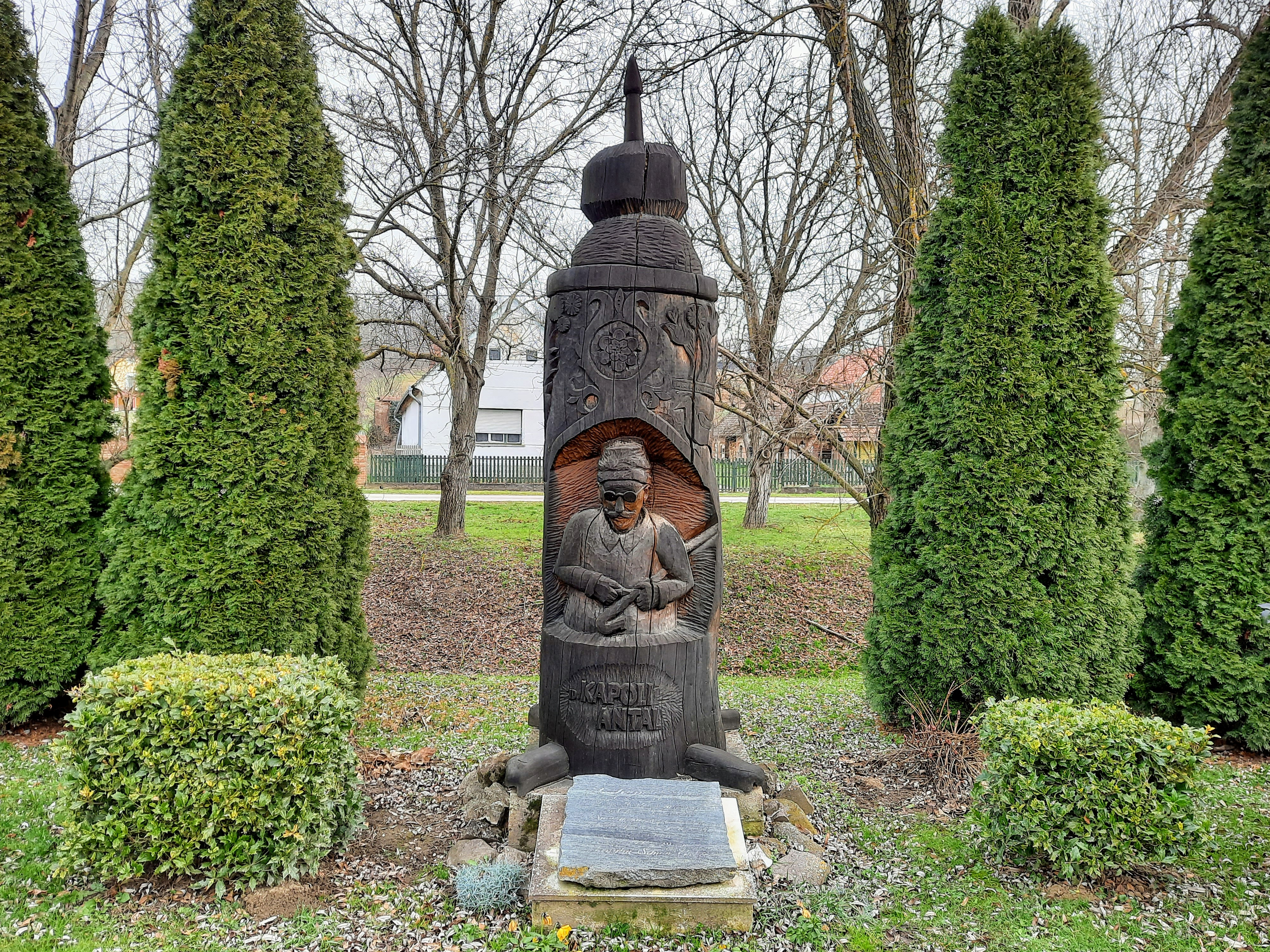
Antal-Kapoli-Denkmal
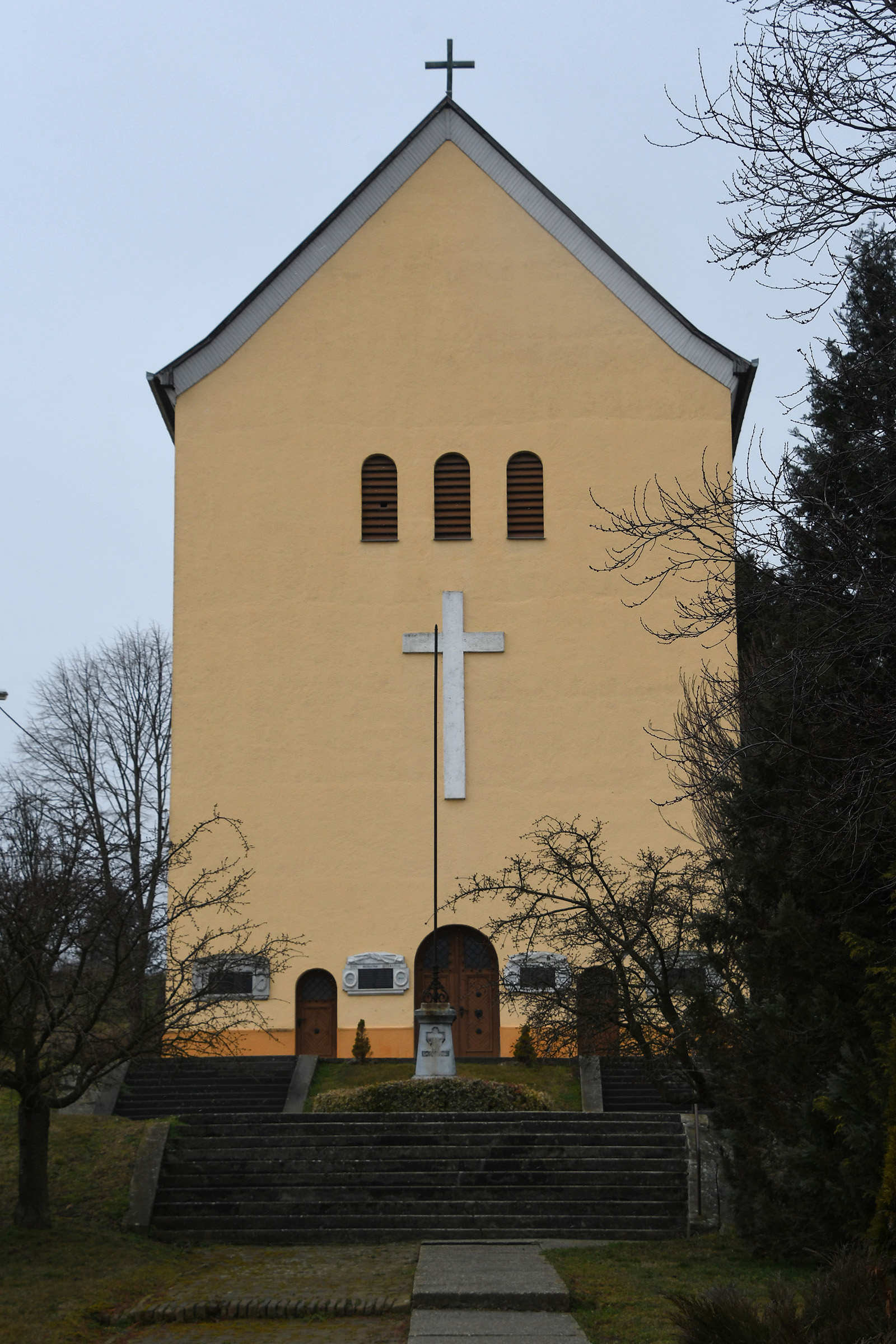
Römisch-katholische Kirche Szent Vendel
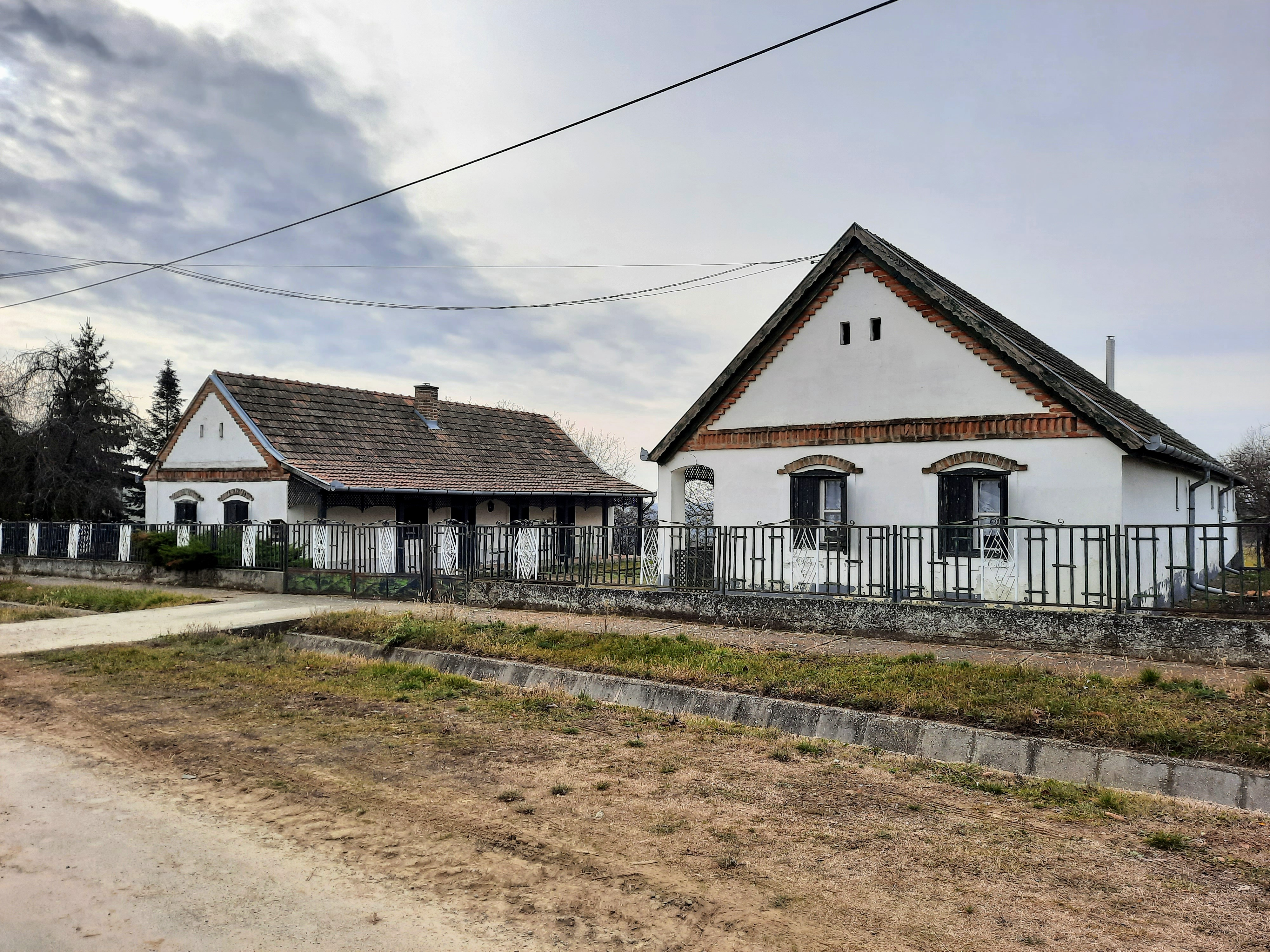
Traditionelle Wohnhäuser im Ortsteil Kishársaǵy

## Verkehr
In Somogyhárságy treffen die Nebenstraßen Nr. 66125 und Nr. 66128 aufeinander. Es bestehen Busverbindungen nach Kishárságy, über Magyarlukafa nach Vásárosbéc sowie über Somogyapáti nach Szigetvár, wo sich der 
nächstgelegene Bahnhof befindet.